# Bukit Meranti
Bukit Meranti is een bestuurslaag in het regentschap Indragiri Hulu van de provincie Riau, Indonesië. Bukit Meranti telt 2497 inwoners (volkstelling 2010).